# Pierre Mauroy
Pierre Mauroy (5. juli 1928 i Cartignies - 7. juni 2013) var en fransk, socialistisk politiker. Første premierminister under præsident François Mitterrand fra 1981 til 1984. 
Pierre Mauroy stod i spidsen for en markant venstreorienteret politik, der skulle bidrage til at indfri François Mitterrands løfter fra præsidentvalgkampagnen: indførelse af kortere arbejdsuge og længere ferier, flere offentligt ansatte, nationaliseringer, afskaffelse af dødsstraffen mv.
Mauroy var borgmester i Lille fra 1973 til 2001.
| Efterfulgte: Raymond Barre | Frankrigs premierministre 1981–1984 | Efterfulgtes af: Laurent Fabius |